# Feeldog
Oh Gwang-suk (hangul: 오광석, Busan, 26 de febrero de 1992), más conocido como Feeldog (hangul: 필독), es un cantante, rapero y actor surcoreano. Fue miembro y líder de los grupos "Big Star" y "UNB".

## Vida personal
Actualmente es cinturón negro de tercer grado en taekwondo. 
El 6 de abril de 2020 comenzó su servicio militar obligatorio.
En noviembre de 2016 comenzó a salir con la actriz y rapera surcoreana Bora. Más tarde, en mayo de 2019 se anunció que la pareja había terminado su relación.

## Carrera
Es miembro de la agencia "Brave Entertainment". 

### Televisión
Ha aparecido en sesiones fotográficas para "Men's Health", "Zenith", entre otras. 
En 2013, apareció en la serie Pure Love (también conocida como "Remaining Love"), donde dio vida a uno de los amigos de Jung Soon-jung (Ji Woo).
Ese mismo año, apareció a partir del episodio treinta en la serie Let's Eat donde interpretó a Oh Kwang-seok.
En julio de 2013, se unió al elenco del programa Cool Kiz on the Block (también conocida como "Our Neighborhood Arts and Physical Education") donde participó durante el deporte de Bádminton junto a Kang Ho-dong, Lee Soo-geun, Max Changmin, Jo Dal-Hwan, Nichkhun, Hwang Chan-sung, John Park, Lee Jong-soo y Lee Mangi hasta septiembre del mismo año. Posteriormente apareció nuevamente en el programa en marzo del 2014 ahora participando durante el deporte de Taekwondo junto a Kang Ho-dong, John Park, Seo Ji-seok, Hwang Chan-sung, Hoya, Julien Kang, Kim Yeon-woo, Hyeonje, Nahyeon, Jihae y Jonggyeom hasta abril del mismo año.
En 2016, se anunció que se uniría al web-drama The Sloppy Life of Kang Dae Choong. Ese mismo año se unió al programa de baile Hit the Stage.
En 2017, realizó su debut en la película I'm Doing Fine in Middle School donde dio vida a Oh Sa-bu, el maestro de taekwondo.
Apareció en la serie Radiant Office (también conocida como "Glowing Office") donde interpretó a Eun Ho-jae, el hermano menor de Eun Ho-won (Go Ah-sung).
En octubre del mismo año también se unió al programa The Unit, donde participó, hasta el final del programa el 10 de febrero de 2018. Feeldog logró quedar en el grupo ganador junto a Jun, Euijin, Go Ho-jeong, Ji Hansol, Kim Ki-joong, Marco, Chan y Dae-won.

### Música
En 2012 se convirtió en miembro y líder de la banda surcoreana Big Star junto a Ba Ram, Kim Rae-hwan, Sunghak y  Jude. El 1 de julio de 2019 se anunció que el grupo se disolvería, después de que los contratos de Feeldog, Sunghak y Jude finalizarán en julio del mismo año.
El 24 de febrero de 2018 se reveló el nombre del grupo como "UNB" y los integrantes eligieron a Feeldog como el líder. Donde formó parte del grupo junto a Jun, Euijin, Go Ho-jeong, Ji Hansol, Kim Ki-joong, Marco, Chan y Dae-won de abril de 2018 hasta la finalización de las actividades del grupo el 27 de enero de 2019.
El 28 de noviembre de 2019 lanzará su sencillo Feelin & Chillin canción principal de su primer álbum en solitario "Dye the Worl to Positive".

## Filmografía

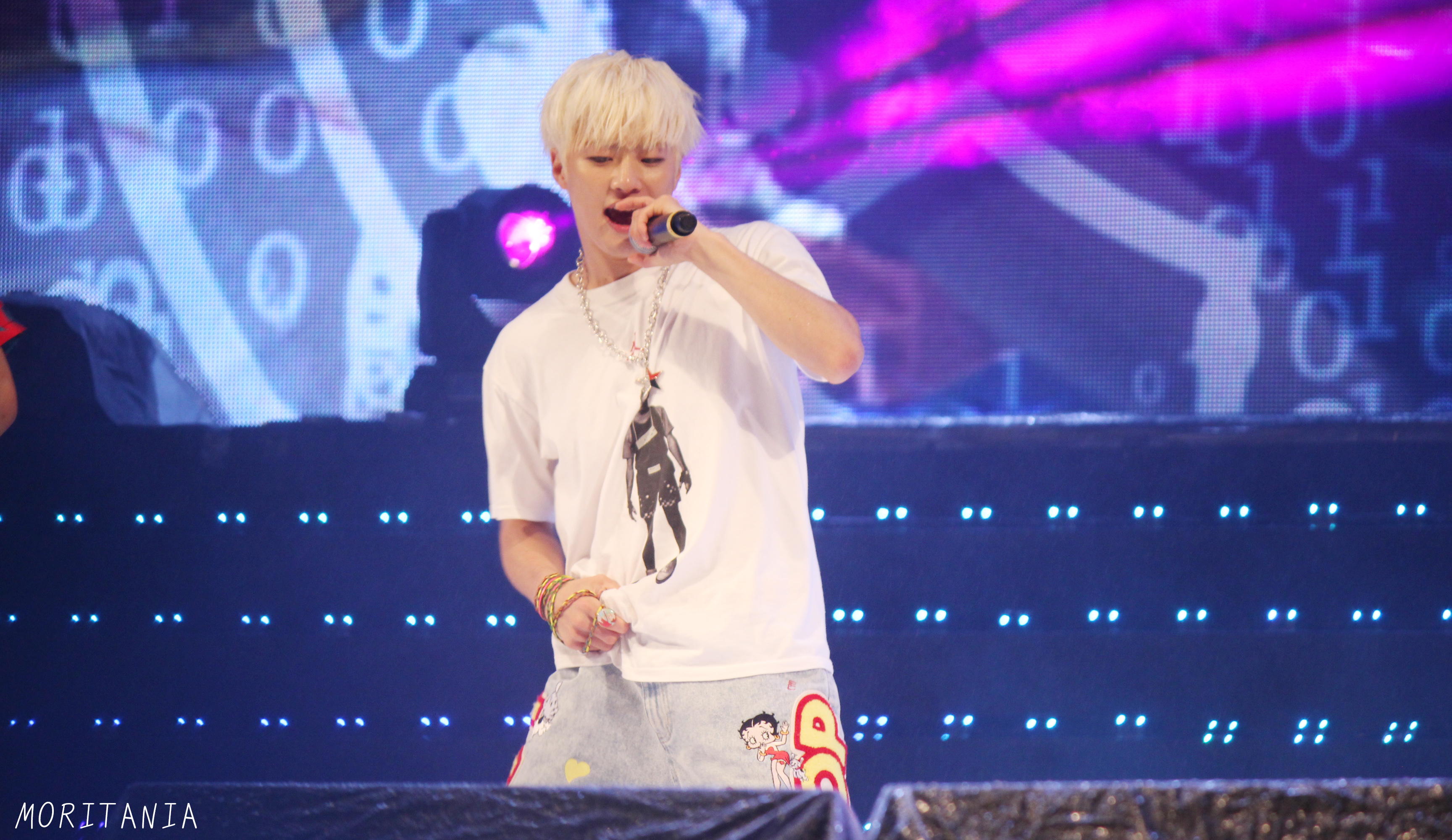
Feeldog durante el "LG Dream Festival" en septiembre de 2013.

### Programas de variedades
| Año         | Programa                                             | Notas                                        |
| ----------- | ---------------------------------------------------- | -------------------------------------------- |
| 2019        | Video Star                                           | invitado                                     |
| 2018        | Dancing High                                         | (ep. #3-4) - juez invitado - junto a Euijin  |
| 2018        | Hello Counselor                                      | invitado - junto a Euijin                    |
| 2018        | Gag Concert                                          | invitado - junto a Kijoong y Chan            |
| 2018        | Idol Room                                            | ep. #8 - invitados - junto a UNB             |
| 2018        | Two Yoo Project Sugar Man: Season 2                  | ep. #17 - invitados - junto a UNB            |
| 2018        | 1 VS 100                                             | invitados - junto a Jun, Euijin y Marco      |
| 2018        | XV Idol Star Athletics Championships Chuseok Special | participantes - junto a UNB                  |
| 2017 - 2018 | The Unit                                             | 28 episodios - competidor                    |
| 2017        | Suspicious Singer                                    | ep. #3 - junto a Big Star                    |
| 2017        | Ranking Show 1, 2, 3                                 | ep. #8 - invitado                            |
| 2016        | Hit the Stage                                        | (ep. #3-8) - miembro y concursante           |
| 2016        | Entertainment Weekly                                 | invitado                                     |
| 2013 - 2015 | Let's Go! Dream Team 2                               | miembro                                      |
| 2015        | Idol Star Olympics                                   | -                                            |
| 2013 - 2014 | Cool Kiz on the Block                                | 17 episodios - (Ep. #14-24, 46-52) - miembro |
| 2014        | Idol Dance Battle D-Style                            | 3 episodios - (Ep. # 1-3)                    |
| 2014        | Immortal Song 2                                      | -                                            |
| 2013        | Hello Counselor                                      | 2 episodios - (Ep. # 124, 142) - invitado    |
| 2013        | Mamma Mia                                            | -                                            |

### Series de televisión
| Año  | Título                             | Personaje     | Notas     |
| ---- | ---------------------------------- | ------------- | --------- |
| 2017 | Radiant Office                     | Eun Ho-jae    | -         |
| 2016 | Don't Dare to Dream                | -             | -         |
| 2016 | The Sloppy Life of Kang Dae Choong | -             | web-drama |
| 2013 | Let's Eat                          | Oh Kwang-seok | -         |
| 2013 | Pure Love                          | Oh Feel-dog   | -         |

### Películas
| Año  | Título                          | Personaje | Notas                                                                             |
| ---- | ------------------------------- | --------- | --------------------------------------------------------------------------------- |
| 2017 | I'm Doing Fine in Middle School | Oh Sa-bu  | junto a Jang Seo-hee, Yoon Chan-young, Lee Geung-young, Jo Jae-yoon y Kim Jin-soo |

### Aparición en videos musicales
| Año  | Grupo    | Canción   | Notas |
| ---- | -------- | --------- | ----- |
| 2016 | CHERRSEE | "Mystery" |       |

## Discografía

### Álbum
| Año  | Información                      | Canción             | Notas  |
| ---- | -------------------------------- | ------------------- | ------ |
| 2019 | Título: Dye the Worl to Positive | 1. Feelin & Chillin | [ 26 ] |